# Aphidoidea
Aphidoidea, là một siêu họ gồm những loài côn trùng nhỏ chích hút dịch cây, gọi chung là rệp cây, cũng gọi là rệp vừng, con muội cây, con rầy mềm.
Rệp cây là một trong những loài côn trùng phá hoại nhiều nhất đối với cây trồng ở các vùng ôn đới. Thiệt hại mà chúng gây ra cho cây cối đã làm cho trở thành kẻ thù của nông dân và người làm vườn trên toàn thế giới, nhưng từ quan điểm động vật, chúng là một nhóm sinh vật rất thành công. Thành công của chúng một phần là do khả năng sinh sản vô tính của một số loài.
Có khoảng 4400 loài thuộc 10 họ được biết đến. Trong lịch sử, một số họ được công nhận, hầu hết các loài được đưa vào họ Aphididae. Khoảng 250 loài là loài dịch hại nghiêm trọng cho nông nghiệp và lâm nghiệp cũng như một số ít hơn gây phiền toái cho người làm vườn. Chúng khác nhau về chiều dài từ 1 đến 10 milimét (0,04 đến 0,39 in).
Thiên địch của chúng gồm bọ rùa, ong hoverfly, ong ký sinh, ấu trùng của Aphidoletes aphidimyza, nhện cua, và các loài nấm như Lecanicillium lecanii và Entomophthorales.

## Hình ảnh

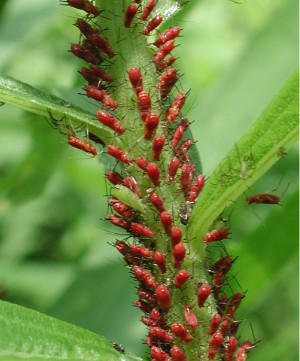
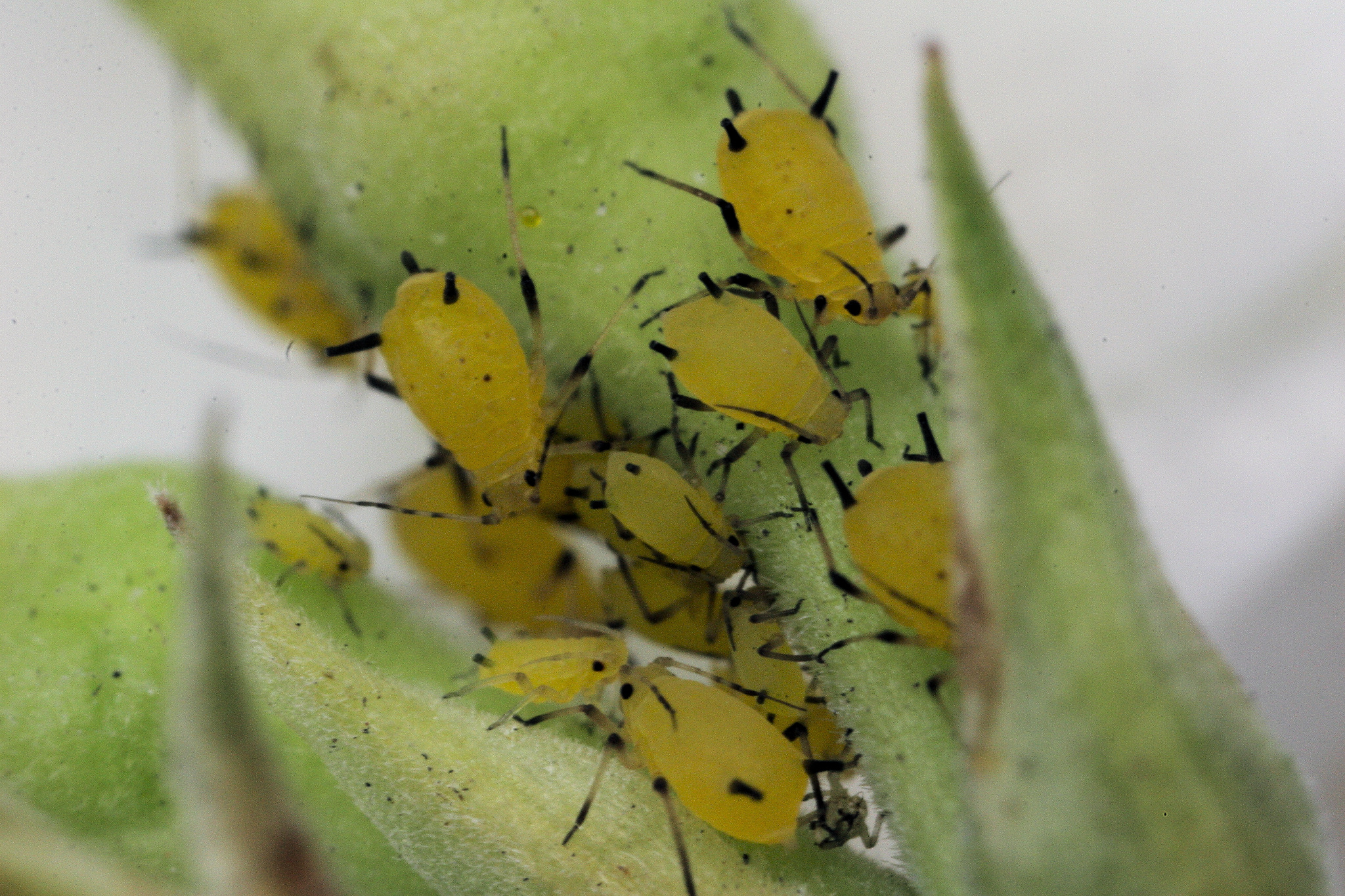
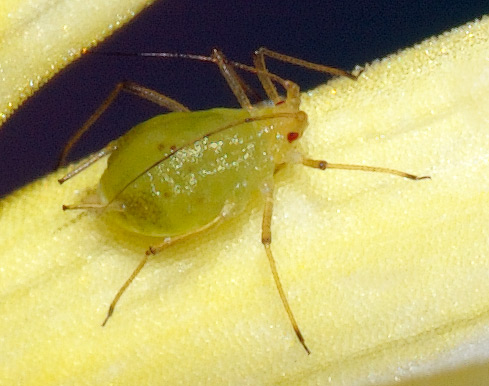
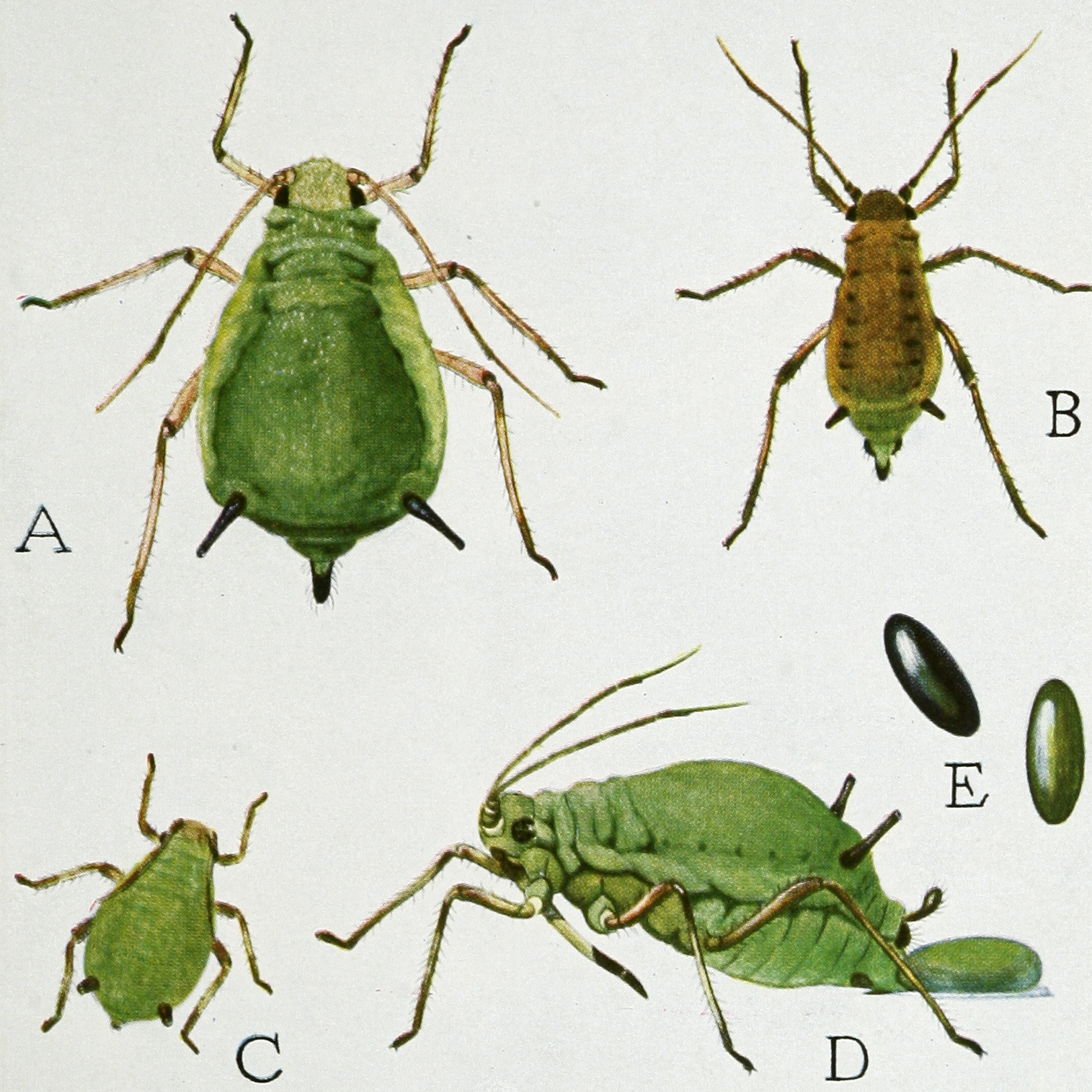